# مزرعه اسماعیل‌آباد
مزرعه اسماعیل آباد، روستایی از توابع بخش مرکزی شهرستان قزوین در استان قزوین و در ایران است.

## جمعیت
این روستا در دهستان اقبال غربی قرار دارد و براساس سرشماری مرکز آمار ایران در سال ۱۳۸۵ ۴۷نفرجمعیت دارد.